# 아니타 엑베리
아니타 엑베리(스웨덴어: Kerstin Anita Marianne Ekberg, AE, 1931년 9월 29일 ~ 2015년 1월 11일)는 스웨덴의 배우이다.

## 출연 작품
- 전쟁과 평화 (1956) - 헬레네 쿠라기나 역
- 자라크 (1956)
- 달콤한 인생 / 라 돌체 비타 (1960) - 실비아 역
- 보카치오 70 (1962) - 본인
- 포 포 텍사스 (1963)
- 우먼 타임스 세븐 (1967)
- 인터뷰 (1987) - 본인

## 같이 보기
- 1950~60년대 유럽 3대 'ABC' 섹스심벌
  - 아니타 엑베리(AE) - 스웨덴
  - 브리지트 바르도(BB) - 프랑스
  - 클라우디아 카르디날레(CC) - 이탈리아
- 1950~60년대 서구권 4대 'ABCM' 섹스심벌(유럽 3대 & 미국 1대)
  - 마릴린 먼로(MM) - 미국